# Abderrazak Rouinbi
Abderrazak Rouinbi (ur. 17 września 1999) – marokański zapaśnik walczący w stylu klasycznym. Brązowy medalista mistrzostw Afryki w 2020; czwarty w 2019; piąty w 2018. Trzeci na mistrzostwach Afryki juniorów w 2019 i kadetów w 2016 roku.